# مدرعة

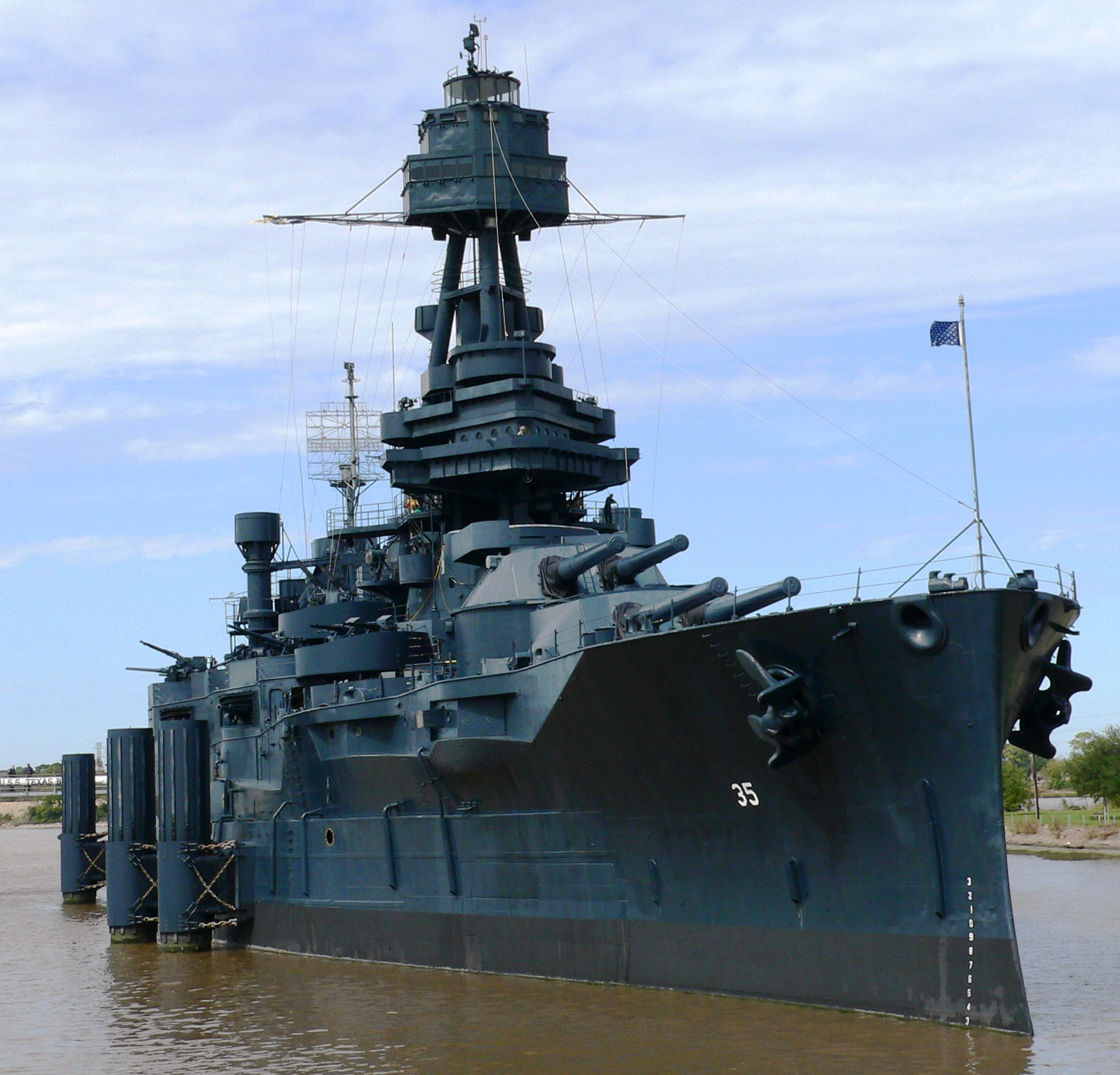
البارجة الأقدم التي لازالت باقية من طراز "دريدنوت"، بنيت في الولايات المتحدة عام 1912

مدرعة بحرية أو دارعة بحرية (بالإنجليزية: Dreadnought)‏ هي نوع من البوارج الحربية التي سادت خلال القرن العشرين، أول بارجة من هذا النوع ظهرت في العام 1906 حينما أطلق البحرية الملكية بارجتها المسماة دريدنوت فأصبحت البوارج التي تبني بعد هذا التاريخ تعرف بدريدنوت فيما سميت البوارج التي صنعت قبل هذا التاريخ باسم قبل-دريدنوت، كان تصميم دريدنوت يحمل خاصيتين ثوريتيين هما مدافع كبيرة، ومحركات توربينية غازية.

## الخلفية التاريخية
خلال السنوات الأولى من القرن العشرين (1900-1909) سعت القوى البحرية إلى زيادة المدى والقوة والنارية في تسليح بوارجها٬ وقد كان التسليح النموذجي للبوارج في تسعينات القرن التاسع عشر (1890-1899) والتي اسميت ببوارج ما قبل دريدنوت يقتصر على تسليح رئيسي من 4 مدافع ثقيلة عيار 12 انش (305 ملم) وتسليح ثانوي يتألف من 6 إلى 18 مدفع سريع الإطلاق بأعيرة تتراوح من 4.7 انش (119 ملم) و 7.5 انش (191 ملم) إضافة إلى مدافع أخرى من أعيرة أصغر. هذا التسليح يأتي من النظرية السائدة آنذاك من أن المعارك البحرية تبدأ من مسافات بعيدة ثم تبدأ السفن بالاقتراب لمسافات أكثر قربا من أجل الضربات النهائية حينها ستكون المدافع قصيرة المدى ذات الرمي السريع أكثر فائدة إلا أن تصميم البوارج أخذ في الاعتماد على المدافع الثقيلة ليظهر التسليح المميز لبوارج دريدنوت والذي يتألف من بوارج مسلحه بمدافع جميعها من أعيرة كبيرة ويرجع السبب في هذا تصميم إلى المميزات التي تقدمها هذه المدافع من حيث المدى والقوة النارية

## القوى البحرية في العالم 1914
| الدولة                         | الأفراد | بوارج دريدنوت | طن        |
| ------------------------------ | ------- | ------------- | --------- |
| الإمبراطورية البريطانية        | 209,000 | 29            | 2,205,000 |
| الإمبراطورية الفرنسية          | 68,000  | 10            | 731,000   |
| الإمبراطورية الروسية           | 54,000  | 4             | 328,000   |
| المجموع                        | 331,000 | 43            | 3,264,000 |
| الإمبراطورية الألمانية         | 79,000  | 17            | 1,019,000 |
| الإمبراطورية النمساوية المجرية | 16,000  | 3*            | 249,000   |
| المجموع                        | 95,000  | 20            | 1,268,000 |
| المجموع الكلي                  | 426,000 | 63            | 4,532,000 |
| *البارجة الرابعة لم تدشن بعد.  |         |               |           |